# Miliyah Kato
Miho Katō (加藤 美穂 Katō Miho?), también conocida por su nombre artístico Miliyah Kato (加藤 ミリヤ Katō Miriya?), es una cantante, novelista, diseñadora de modas y compositora japonesa nacida en la ciudad de Toyota, dentro de la Prefectura de Aichi, el 22 de junio de 1988. En 2001, cuando tenía 13 años, aprobó una audición de Sony Music Audition. A los 14 años ella comenzó a componer letras y música, y antes de su debut oficial cantaba como corista de otros músicos y actuó en comerciales. Debutó oficialmente con el lanzamiento del sencillo «Never Let Go/Yozora» (2004) y su álbum debut Rose (2005) al año siguiente. Entre sus influencias se encuentran el hip hop y el Rhythm and blues, especialmente de artistas como Lauryn Hill y Mary J. Blige. En su música también frecuentemente hace uso del muestreo musical. Katō misma dijo que su música usa como base hip hop y R&B, Kato misma ha dicho que su música utiliza el hip hop y R & B como base, y aspira a un término medio que no sea ni demasiado pop ni demasiado hardcore. Katō se graduó de la Universidad Meiji Gakuin en Tokio. Ella creció en un hogar monoparental, con su madre y su hermano, y su padre operaba una joyería antes de su muerte.

## Discografía

### Álbumes

#### Álbumes de estudio
| Año  | Información del álbum | Posiciones en las listas | Ventas totales |
| ---- | --- | ------------------------ | -------------- |
| 2005 | Rose - Lanzamiento: 26 de octubre de 2005 - Discográfica: Mastersix Foundation - Formatos: CD, descarga digital - RIAJ: Oro          | 2                        | 238 000        |
| 2007 | Diamond Princess - Lanzamiento: 7 de marzo de 2007 - Discográfica: Mastersix Foundation - Formatos: CD, descarga digital - RIAJ: Oro | 5                        | 107 000        |
| 2008 | Tokyo Star - Lanzamiento: 2 de abril de 2008 - Discográfica: Mastersix Foundation - Formatos: CD, descarga digital - RIAJ: Oro       | 4                        | 207 000        |
| 2009 | Ring - Lanzamiento: 8 de julio de 2009 - Discográfica: Mastersix Foundation - Formatos: CD, descarga digital - RIAJ: Platino         | 2                        | 380 000        |
| 2010 | Heaven - Lanzamiento: 28 de julio de 2010 - Discográfica: Mastersix Foundation - Formatos: CD, descarga digital - RIAJ: Platino      | 1                        | 266 000        |
| 2012 | True Lovers - Lanzamiento: 21 de noviembre de 2012 - Discográfica: Mastersix Foundation - Formatos: CD, descarga digital - RIAJ: —   | 2                        | 110 000        |

#### Otros álbumes
| Año  | Información del álbum | Posición en las listas | Ventas totales |
| ---- | --- | ---------------------- | -------------- |
| 2008 | Best Destiny - Álbum de grandes éxitos - Lanzamiento: 5 de noviembre de 2008 - Discográfica: Sony Music Japan - Formatos: CD, descarga digital - RIAJ: Gold | 1                      | 223 000        |
| 2011 | M Best - Álbum de grandes éxitos - Lanzamiento: 3 de agosto de 2011 - Discográfica: Sony Music Japan - Formatos: CD, descarga digital                       | 1                      | 308 000        |

### Sencillos

#### Como artista principal
| Release | Title                                                                                        | Notes | Chart positions       | Chart positions          | Chart positions           | Oricon Sales | Álbum            |
| Release | Title                                                                                        | Notes | Oricon Singles Charts | Billboard Japan Hot 100† | RIAJ Digital Track Chart† | Oricon Sales | Álbum            |
| --- | -------------------------------------------------------------------------------------------- | --- | --------------------- | ------------------------ | ------------------------- | ------------ | ---------------- |
| 2004 | "Never Let Go/Yozora" (Never let go／夜空 Night Sky?)                                        | "Yozora" samples Buddha Brand's "Ningen Hatsudensho." | 15                    | —                        | —                         | 45,000       | Rose             |
| 2004 | "Beautiful"                                                                                  | | 26                    | —                        | —                         | 16,000       | Rose             |
| 2005 | "Dear Lonely Girl" (ディア ロンリーガール Dia Ronrī Gāru?)                                   | Samples Marvin Gaye's "Sexual Healing," Yuri Satō's "Lonely Girl" and ECD's "ECD no Lonely Girl."                                                                             | 15                    | —                        | 80*                       | 50,000       | Rose             |
| 2005 | "Jōnetsu" (ジョウネツ Passion?)                                                              | Samples Ua's "Jōnetsu." | 11                    | —                        | —                         | 43,000       | Rose             |
| 2006 | "Sotsugyō" (ソツギョウ Graduation?)                                                          | | 23                    | —                        | —                         | 14,000       | Diamond Princess |
| 2006 | "Last Summer"                                                                                | | 30                    | —                        | —                         | 14,000       | Diamond Princess |
| 2006 | "I Will"                                                                                     | | 17                    | —                        | 44*                       | 18,000       | Diamond Princess |
| 2007 | "Eyes on You"                                                                                | | 13                    | —                        | 70*                       | 25,000       | Diamond Princess |
| 2007 | "My Girl" feat. Color                                                                        | | 29                    | —                        | 42*                       | 10,000       | —                |
| 2007 | "Love Is..."                                                                                 | | 11                    | —                        | 33*                       | 26,000       | Tokyo Star       |
| 2007 | "Lalala" feat. Wakadanna (Shōnan no Kaze)/"Futurechecka" feat. Simon, Coma-Chi and Taro Soul | "Futurechecka" samples Earth, Wind & Fire's "Brazilian Rhyme" and Zeebra's "Parteechecka." "Lalala" has been certified Platinum for Chaku Uta Full downloads of over 250,000. | 7                     | —                        | 5*                        | 49,000       | Tokyo Star       |
| 2008 | "19 Memories"                                                                                | Samples Namie Amuro's "Sweet 19 Blues." "19 Memories" has been certified Double Platinum by the RIAJ for downloads of over 500,000.                                           | 16                    | 17                       | 6*                        | 24,000       | Tokyo Star       |
| 2008 | "Sayonara Baby/Koi Shiteru"                                                                  | "Koi Shiteru" samples Shanice's "I Love Your Smile." "Sayonara Baby" has been certified Platinum for Chaku Uta Full downloads of over 250,000.                                | 9                     | 10                       | 9* 43*                    | 26,000       | Ring             |
| 2009 | "20 (Cry)"                                                                                   | | 7                     | 7                        | 18*                       | 25,000       | Ring             |
| 2009 | "Love Forever" with Shota Shimizu                                                            | | 5                     | 1                        | 2*                        | 90,000       | Ring             |
| 2009 | "Why"                                                                                        | The title song has been certified Gold for Chaku Uta Full downloads of over 100,000.                                                                                          | 10                    | 8                        | 2*                        | 29,000       | Heaven           |
| 2010 | "Bye Bye"                                                                                    | | 8                     | 4                        | 1*                        | 19,000       | Heaven           |
| 2010 | "Last Love"                                                                                  | | 13                    | 40                       | 2*                        | 17,000       | Heaven           |
| 2011 | "Yūsha-Tachi" (勇者たち Heroes?)                                                             | | 8                     | —                        | 7*                        | 11,000       | True Lovers      |
| 2011 | "Desire / Baby!Baby!Baby!"                                                                   | | 13                    | —                        | 26* 10*                   | 8,000        | True Lovers      |
| 2011 | "Believe" with Shota Shimizu                                                                 | | 9                     | —                        | 2*                        | 16,000       | M Best           |
| 2011 | "Roman"                                                                                      | | 19                    | —                        | 31*                       | 8,000        | True Lovers      |
| 2012 | "Aiaiai"                                                                                     | | 16                    | —                        | 7*                        | 7,000        | True Lovers      |
| 2012 | "Heart Beat"                                                                                 | | 14                    | —                        | 1*                        | 25,000       | True Lovers      |
| 2012 | "Lovers Part II" feat. Wakadanna                                                             | | 15                    | —                        | 1*                        | 9,428        | True Lovers      |
| * charted on monthly Chaku-uta Reco-kyō Chart. †Japan Hot 100 established February 2008, RIAJ Digital Track Chart established April 2009. |                                                                                              | |                       |                          |                           |              |                  |

#### Como artista invitado
| Release                                        | Artist                                  | Title                                              | Chart positions       | Chart positions         | Chart positions          | Oricon Sales | Álbum                         |
| Release                                        | Artist                                  | Title                                              | Oricon Singles Charts | Billboard Japan Hot 100 | RIAJ Digital Track Chart | Oricon Sales | Álbum                         |
| ---------------------------------------------- | --------------------------------------- | -------------------------------------------------- | --------------------- | ----------------------- | ------------------------ | ------------ | ----------------------------- |
| 2004                                           | Dohzi-T feat. Miliyah Kato              | "Shōri no Megami" (勝利の女神 Goddess of Victory?) | 84                    | —                       | —                        | 9,000        | Dōmu                          |
| 2006                                           | Dohzi-T feat. Miliyah Kato, Roma Tanaka | "Better Days"                                      | 30                    | —                       | —                        | 18,000       | Warabest: The Best of Dohzi-T |
| 2007                                           | Zeebra feat. Miliyah Kato               | "My People"                                        | 44                    | —                       | —                        | 6,000        | World of Music                |
| 2010                                           | Shota Shimizu with Miliyah Kato         | "Forever Love"                                     | 4                     | 3                       | 1*                       | 60,000       | Journey                       |
| 2010                                           | Ai feat. Miliyah Kato                   | "Stronger"                                         | 26                    | 30                      | 4*                       | 7,000        | The Last Ai                   |
| * charted on monthly Chaku-uta Reco-kyō Chart. |                                         |                                                    |                       |                         |                          |              |                               |

#### Otras canciones
| 2007                                           | "Kono Mama Zutto Asa Made" (このままずっと朝まで Like This All the Way Until Morning?) | Samples Tanto Metro & Devonte's "Everyone Falls In Love."                     | —  | 92* | "Eyes on You" (single)            |
| 2008                                           | "Saigo no I Love You" (最後のI LOVE YOU Final I Love You?)                             |                                                                               | —  | 28* | Tokyo Star                        |
| 2008                                           | "Ai ga Kieta Hi" (愛が消えた日 The Day Love Disappeared?)                              | Samples T.O.K.'s "I Believe" and Blessid Union of Souls' "I Believe."         | —  | 31* | Best Destiny                      |
| 2009                                           | "Aitai" (I Miss You)                                                                   | "Aitai" has been certified Gold for Chaku Uta Full downloads of over 100,000. | 59 | 1*  | Ring                              |
| 2010                                           | "Sensation"                                                                            |                                                                               | —  | 46* | "Bye Bye" (single)                |
| 2010                                           | "Koi ga Owaru Sono Toki ni" (恋が終わるその時に That Time When Love Ended?)            |                                                                               | —  | 35* | "Bye Bye" (single)                |
| 2010                                           | "Tomorrow"                                                                             |                                                                               | —  | 61* | "Last Love" (single)              |
| 2010                                           | "Fallin'"                                                                              |                                                                               | —  | 72* | "Last Love" (single)              |
| 2010                                           | "X.O.X.O."                                                                             | Samples Spitz's "Robinson."                                                   | 80 | 2*  | Heaven                            |
| 2010                                           | "Baby I See You" feat. Verbal                                                          |                                                                               | —  | 44* | Heaven                            |
| 2010                                           | "I Miss You"                                                                           |                                                                               | —  | 89* | Heaven                            |
| 2010                                           | "Only Holy"                                                                            | Digital Single from "Miliyah the Clips 2004-2010"                             | —  | 10* | Miliyah the Clips 2004-2010 (DVD) |
| 2011                                           | "Me"                                                                                   |                                                                               | —  | 49* | M Best                            |
| 2011                                           | "Rainbow"                                                                              |                                                                               | —  | 80* | M Best                            |
| 2011                                           | "Baby Tell Me"                                                                         |                                                                               | —  | 22* | "Roman" (single)                  |
| * charted on monthly Chaku-uta Reco-kyō Chart. |                                                                                        |                                                                               |    |     |                                   |

### Videoclips
| Year | Title |
| ---- | --- |
| 2007 | Diamond Princess Tour 2007 - Released: 12 de diciembre de 2007 - Format: DVD - Peak position: #8 - Reported sales: 16,000                                 |
| 2008 | Tokyo Star Tour 2008 - Released: 10 de diciembre de 2008 - Format: DVD - Peak position: #4 - Reported sales: 24,000                                       |
| 2010 | Ring Tour 2009 - Released: 26 de mayo de 2010 - Format: DVD - Peak position: #1 - #34 Music DVD of 2010 (Japan) - Reported sales: 57,000                  |
| 2010 | Miliyah the Clips 2004-2010 - Released: 8 de diciembre de 2010 - Format: DVD - Peak position: #4 - #45 Music DVD of 2011 (Japan) - Reported sales: 60,000 |
| 2011 | Eternal Heaven Tour 2010-2011 - Release: 2 de noviembre de 2011 - Format: DVD, Blu-ray - Peak position: — - Reported sales: —                             |